# Galerina
Genre
Galerina est un genre de champignons basidiomycètes de la famille des Strophariaceae. 
Ce sont de petits champignons campanulés, umbonés, ou coniques, saprophages et avec un sporophore brun pour la plupart. Le représentant de ce genre le plus connu est Galerina marginata, champignon extrêmement toxique, dont les toxines sont proches de celles de l'Amanite phalloïde.

## Regroupement d'espèces
Avant 2001, on considérait les espèces Galerina autumnalis, Galerina oregonensis,Galerina unicolor et Galerina venenata distinctes en raison de différences de leur habitat et de la viscosité de leur chapeau, mais les analyses phylogénétiques ont montré qu'il s'agit de la même espèce.

## Liste d'espèces
Selon Index Fungorum (29 octobre 2013) :

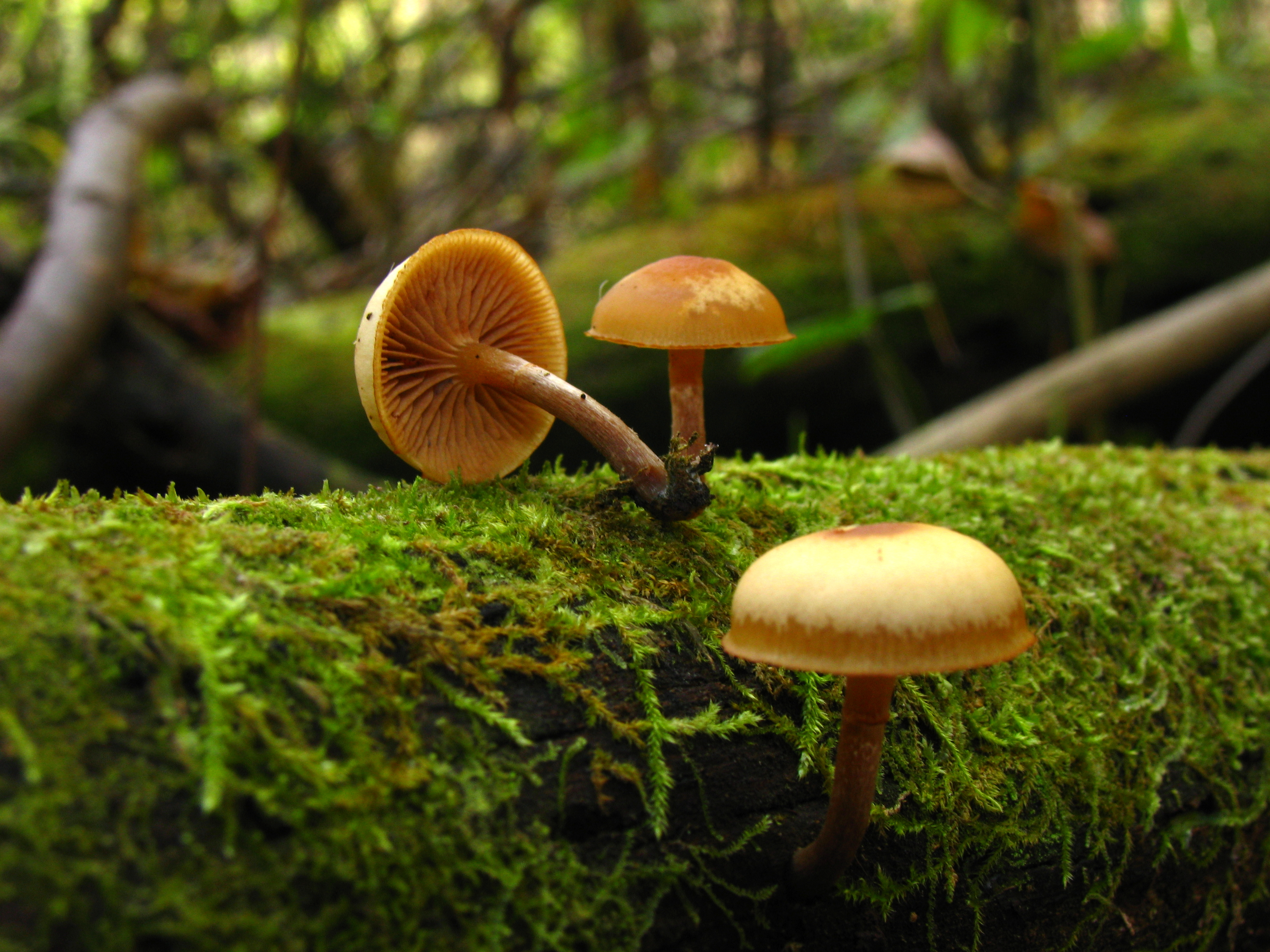
Galerina autumnalis

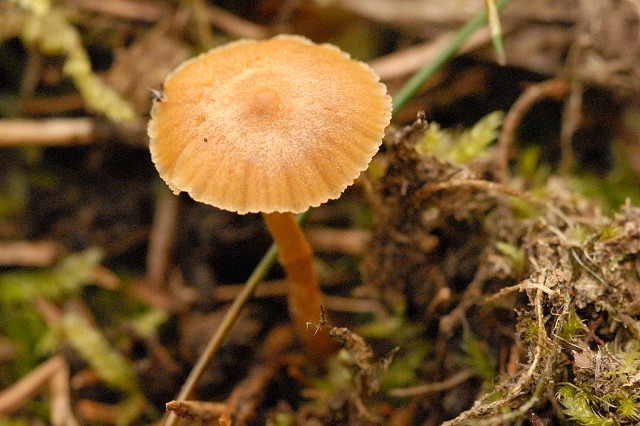
Galerina praticola

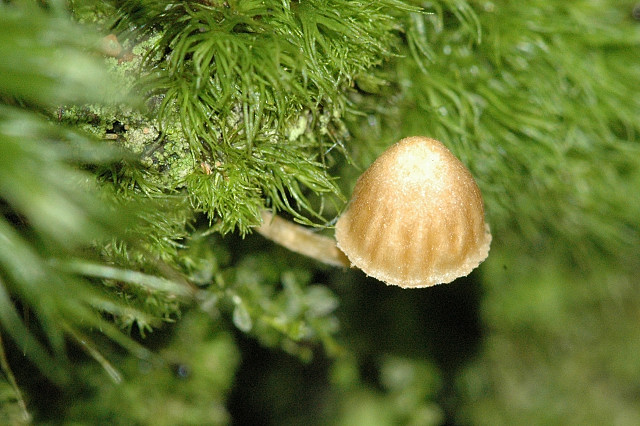
Galerina calyptrata

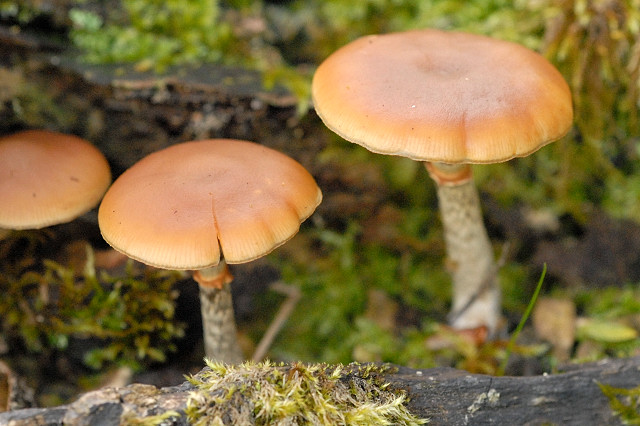
Galerina stylifera

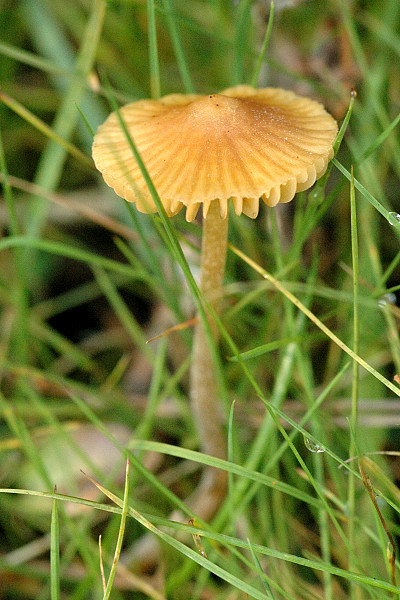
Galerina clavata

- Galerina aberrans A.H. Sm. & Singer 1955
- Galerina acicola A.H. Sm. & Singer 1955
- Galerina acris Gulden 1980
- Galerina acuminata (Murrill) A.H. Sm. 1938
- Galerina agloea A.H. Sm. & Singer 1955
- Galerina aimara Singer 1964
- Galerina albotomentosa (D.A. Reid) E. Horak & P.-A. Moreau 2005
- Galerina allospora A.H. Sm. & Singer 1955
- Galerina alluviana A.H. Sm. 1964
- Galerina alpestris Singer 1974
- Galerina alpina (E. Horak) E. Horak & Watling 1981
- Galerina alutacea A.E. Wood 2001
- Galerina ampullaceocystis P.D. Orton 1960
- Galerina andina Singer 1964
- Galerina anelligera A.H. Sm. & Singer 1958
- Galerina angustifolia A.H. Sm. & Singer 1964
- Galerina annulata (J. Favre) Singer 1973
- Galerina antarctica Singer 1962
- Galerina aquatilis (Fr.) S. Lundell 1953
- Galerina arctica (Singer) Nezdojm. 1982
- Galerina arenaria Singer 1954
- Galerina arenicola A.H. Sm. 1964
- Galerina asteliae Singer 1969
- Galerina atkinsoniana A.H. Sm. 1953
- Galerina aureopilea A.E. Wood 2001
- Galerina austroandina (Singer) Singer 1969
- Galerina austrocalyptrata A.H. Sm. & Singer 1964
- Galerina badipes (Pers.) Kühner 1935
- Galerina bambusae E. Horak 1988
- Galerina beatricis Bas 1996
- Galerina beinrothii Bresinsky 1966
- Galerina berteroana Singer 1969
- Galerina boliviana Singer 1964
- Galerina borealis A.H. Sm. & Singer 1958
- Galerina bresadolana Bon 1983
- Galerina brunneomarginata (Murrill) A.H. Sm. & Singer 1964
- Galerina bryophila (Murrill) A.H. Sm. & Singer 1958
- Galerina bulliformis B.J. Rees 1999
- Galerina bullulifera Singer 1952
- Galerina bunyaensis A.E. Wood 2001
- Galerina cainii A.H. Sm. 1964
- Galerina caldariorum Svrček 1994
- Galerina californica A.H. Sm. & Singer 1958
- Galerina calyptrata P.D. Orton 1960
- Galerina camarinoides A.H. Sm. 1953
- Galerina camerina (Fr.) Kühner 1955
- Galerina capitata A.E. Wood 2001
- Galerina carbonicola A.H. Sm. 1953
- Galerina cascadensis A.H. Sm. & Singer 1955
- Galerina castaneipes A.H. Sm. & Singer 1958
- Galerina castanescens A.H. Sm. & Singer 1958
- Galerina caulocystidiata Arnolds 1982
- Galerina cephalotricha Kühner 1973
- Galerina cerina A.H. Sm. & Singer 1955
- Galerina cerina Bres. 1933
- Galerina chionophila Senn-Irlet 1986
- Galerina cinctula P.D. Orton 1960
- Galerina cingulata Singer 1964
- Galerina cinnamomea A.H. Sm. & Singer 1958
- Galerina clavata (Velen.) Kühner 1935
- Galerina clavuligera (Romagn.) P.-A. Moreau 2005
- Galerina clavus Romagn. 1944
- Galerina columbiana Singer 1973
- Galerina conspicua Singer 1969
- Galerina coquimbensis Singer 1969
- Galerina corcontica Svrček 1983
- Galerina cortinarioconfusa V.L. Wells & Kempton 1969
- Galerina cortinarioides A.H. Sm. 1953
- Galerina cuspidata A.H. Sm. 1953
- Galerina decipiens A.H. Sm. & Singer 1955
- Galerina depressodisca V.L. Wells & Kempton 1969
- Galerina detriticola Svrček 1983
- Galerina diabolissima A.H. Sm. 1957
- Galerina dicranorum A.H. Sm. & Singer 1958
- Galerina dimorphocystis A.H. Sm. & Singer 1955
- Galerina discernibilis Singer 1973
- Galerina discreta E. Horak, Senn-Irlet, M. Curti & Musumeci 2009
- Galerina dominici Singer 1964
- Galerina elaeophylla Singer 1969
- Galerina embolus (Fr.) P.D. Orton 1960
- Galerina emmetensis A.H. Sm. & Singer 1955
- Galerina evelata (Singer) A.H. Sm. & Singer 1964
- Galerina excentrica E. Horak 1988
- Galerina fallax A.H. Sm. & Singer 1955
- Galerina farinacea A.H. Sm. 1957
- Galerina farinosipes A.H. Sm. 1953
- Galerina fasciculata Hongo 1974
- Galerina favrei Bon 1986
- Galerina fennica A.H. Sm. 1964
- Galerina ferruginea A.H. Sm. 1953
- Galerina fibrillosa A.H. Sm. 1953
- Galerina filiformis A.H. Sm. & Singer 1958
- Galerina fontinalis A.H. Sm. 1964
- Galerina frigida V.L. Wells & Kempton 1969
- Galerina fuegiana Singer 1953
- Galerina funariae A.H. Sm. & Singer 1955
- Galerina fuscobrunnea A.H. Sm. 1953
- Galerina gamundiae Singer 1964
- Galerina gibbosa J. Favre 1936
- Galerina glacialis Singer 1941
- Galerina glebarum (Berk.) Singer 1953
- Galerina glebarum (Berk.) Singer 1969
- Galerina gloeocystis Pegler 1977
- Galerina graminea (Velen.) Kühner 1935
- Galerina griseipes Kühner 1973
- Galerina harrisonii (Dennis) Bas & Vellinga 1986
- Galerina heimansii Reijnders 1959
- Galerina helvoliceps (Berk. & M.A. Curtis) Singer 1951
- Galerina hepaticicola (Murrill) A.H. Sm. & Singer 1964
- Galerina heterocystis (G.F. Atk.) A.H. Sm. & Singer 1958
- Galerina humicola A.H. Sm. 1953
- Galerina hybrida Kühner 1935
- Galerina hygrophila Arnolds 1982
- Galerina hypnicola (P. Karst.) A.H. Sm. & Singer 1958
- Galerina hypnorum (Schrank) Kühner 1935
- Galerina hypophaea Kühner 1973
- Galerina hypsizyga Singer 1964
- Galerina inaequalis E. Horak 1988
- Galerina inconspicua Singer 1954
- Galerina incrustata B.J. Rees 1999
- Galerina infernalis Singer 1964
- Galerina inflata A.E. Wood 2001
- Galerina insignis A.H. Sm. 1953
- Galerina inundata Arnolds 1982
- Galerina jaapii A.H. Sm. & Singer 1955
- Galerina karstenii A.H. Sm. & Singer 1964
- Galerina lacustris A.H. Sm. 1953
- Galerina laeta Singer 1964
- Galerina laricicola Bon 1992
- Galerina larigna Singer 1945

Quelques Galerina
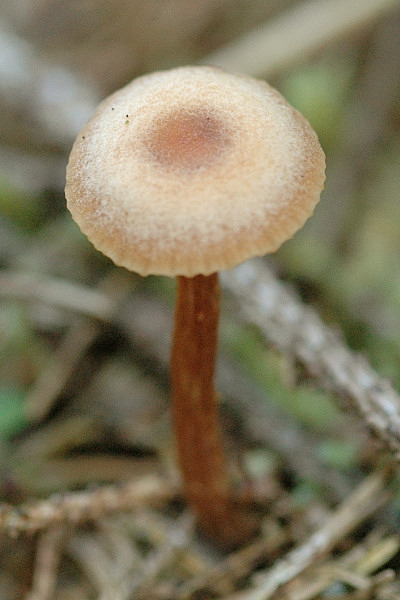
Galerina cinctula
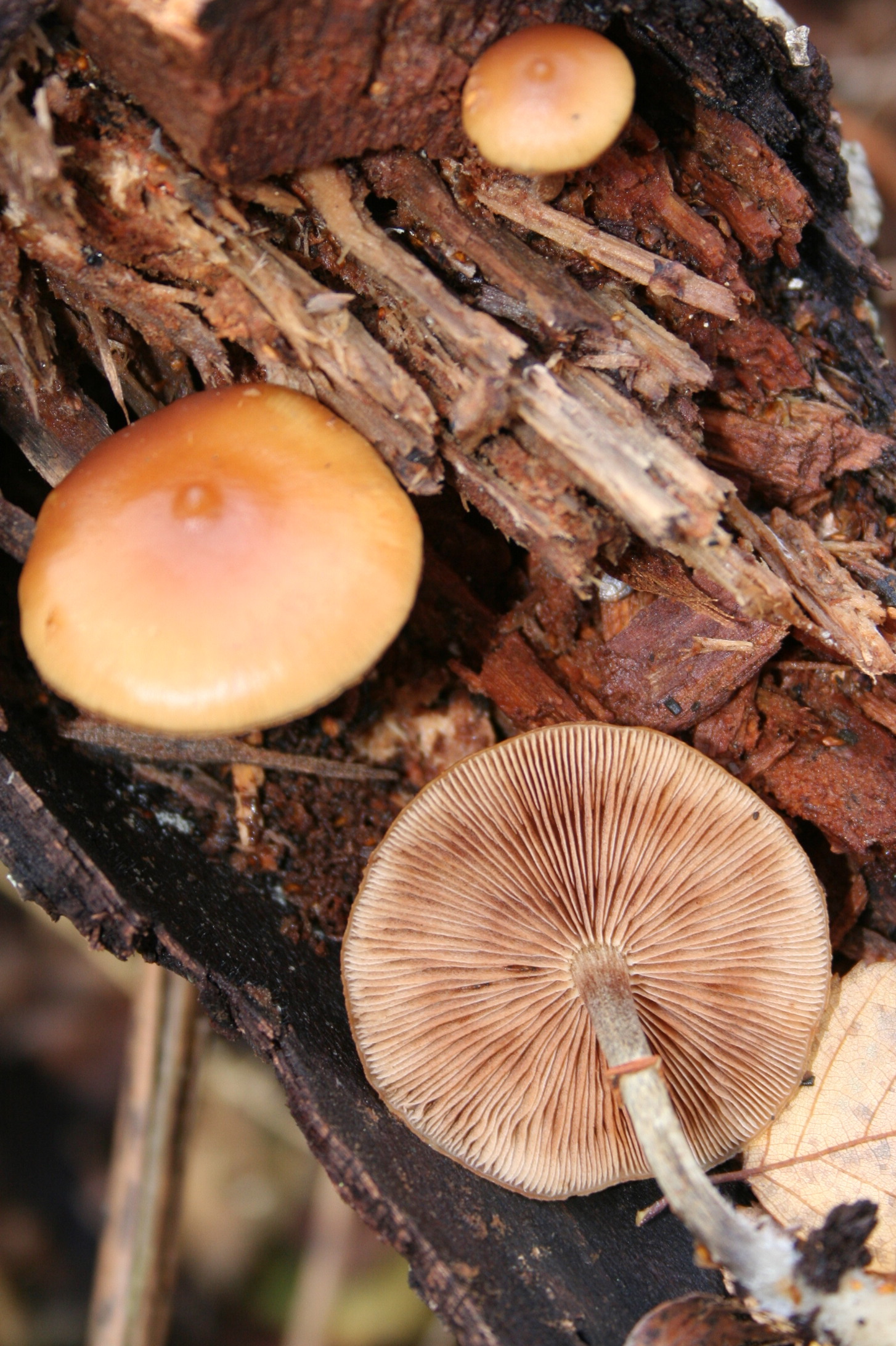
Galerina marginata
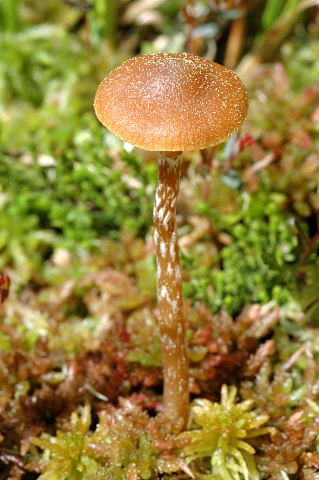
Galerina paludosa
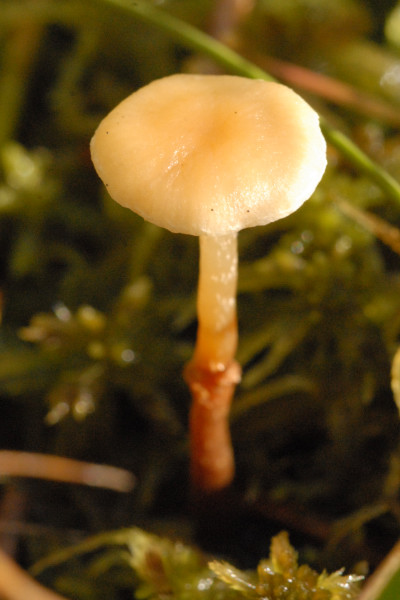
Galerina sphagnorum